# Iwan Nikołajenko
Iwan Ignatjewicz Nikołajenko (ros. Иван Игнатьевич Николаенко, ur. 1886 w Ługańsku, zm. w listopadzie 1937 w Czelabińsku) – bolszewik, radziecki działacz partyjny, czekista.

## Życiorys
W 1905 wstąpił do SDPRR, kilkakrotnie był aresztowany, 1917 został przewodniczącym Kolejowego Komitetu Rejonowego SDPRR(b) w Ługańsku, potem służył w Czerwonej Gwardii i Armii Czerwonej. Do 1919 pracował w Dońskim Biurze KC RKP(b), 1919 został zastępcą przewodniczącego Czeki Frontu Północno-Kaukaskiego, od 19 grudnia 1919 do 2 stycznia 1920 był przewodniczącym tambowskiej gubernialnej Czeki, a od 26 kwietnia 1920 przewodniczącym donieckiej gubernialnej Czeki. Od września 1920 był zastępcą przewodniczącego Donieckiej Rady Gubernialnej, potem do 1921 przewodniczącym Ługańskiej Czeki, od 22 listopada 1920 do 9 grudnia 1921 członkiem KC KP(b)U, a 1921-1922 przewodniczącym Komitetu Wykonawczego Wołyńskiej Rady Gubernialnej. Od 14 grudnia 1921 do 4 kwietnia 1923 był zastępcą członka, a od 10 kwietnia 1923 do 12 maja 1924 ponownie członkiem KC KP(b)U, od sierpnia do grudnia 1923 ludowym komisarzem spraw wewnętrznych Ukraińskiej SRR, 1924-1926 zarządcą trustu w Kijowie. Od 1927 był przewodniczącym kolejno trzech różnych syndykatów, 1931-1932 zarządcą moskiewskiego oddziału "Sojuzkoksu", a od 1932 do stycznia 1935 dyrektorem komercyjnym trustu "Gazooczistka".
20 stycznia 1935 został aresztowany, 14 kwietnia 1935 skazany na 5 lat pozbawienia wolności, później został skazany na śmierć i rozstrzelany.